# Torre Pallaresa
La Torre Pallaresa és un edifici de Santa Coloma de Gramenet catalogat com a bé cultural d'interès nacional. S'aixeca a la vall reclosa de Carcerenya de la Serralada Litoral, prop de la depressió del congost del riu Besòs, i queda separada del terme de Badalona per la serra o mirador de Sant Jeroni, que assenyalava la fita entre les seves propietats i les del monestir de Sant Jeroni de la Murtra.

## Història
La primera referència documental és del 1012, quan al Llibre de les antiguitats de la Catedral de Barcelona s'esmenta una propietat rural in loco vocatum Gramanetum vel Valle Karcerenia. Posteriorment, el 1057, la mateixa font diu que els comtes Ramon Berenguer I i Almodis concediren a la Seu les esglésies de Santa Maria de Badalona i de Santa Coloma de Gramenet, i entre ambdues hi ha la valle Carcerenna.
A la vall de Carcerenya s'hi establí un mas i el llinatge del mateix nom, documentat des del 1342, quan Guillem de Carcerenya va establir en emfiteusi a Bernat Vidal unes terres del mas nou de Carcerenya. El 1399, Margarida, esposa del cavaller Jaume Pallarès, va signar uns poders notarials al mas. Tal vegada, els Pallarès no n'eren més que llogaters, ja que el 1411, Bernat de Carcerenya, ciutadà de Barcelona i resident a la parròquia de Badalona, donà el mas al seu fill Nicolau pel matrimoni d'aquest amb Constança, filla d'Antoni del Mas, pagès de Badalona, i de la seva esposa Valençona. Posteriorment, els Pallarès es quedarien amb la propietat i els Carcerenya visqueren a Badalona.

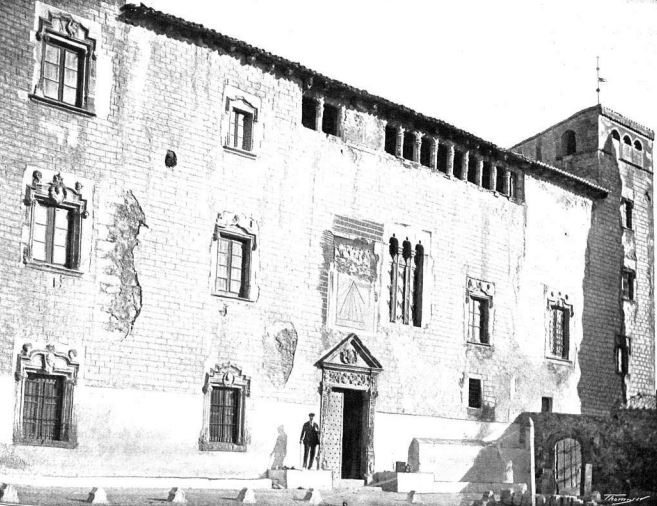
Any 1903

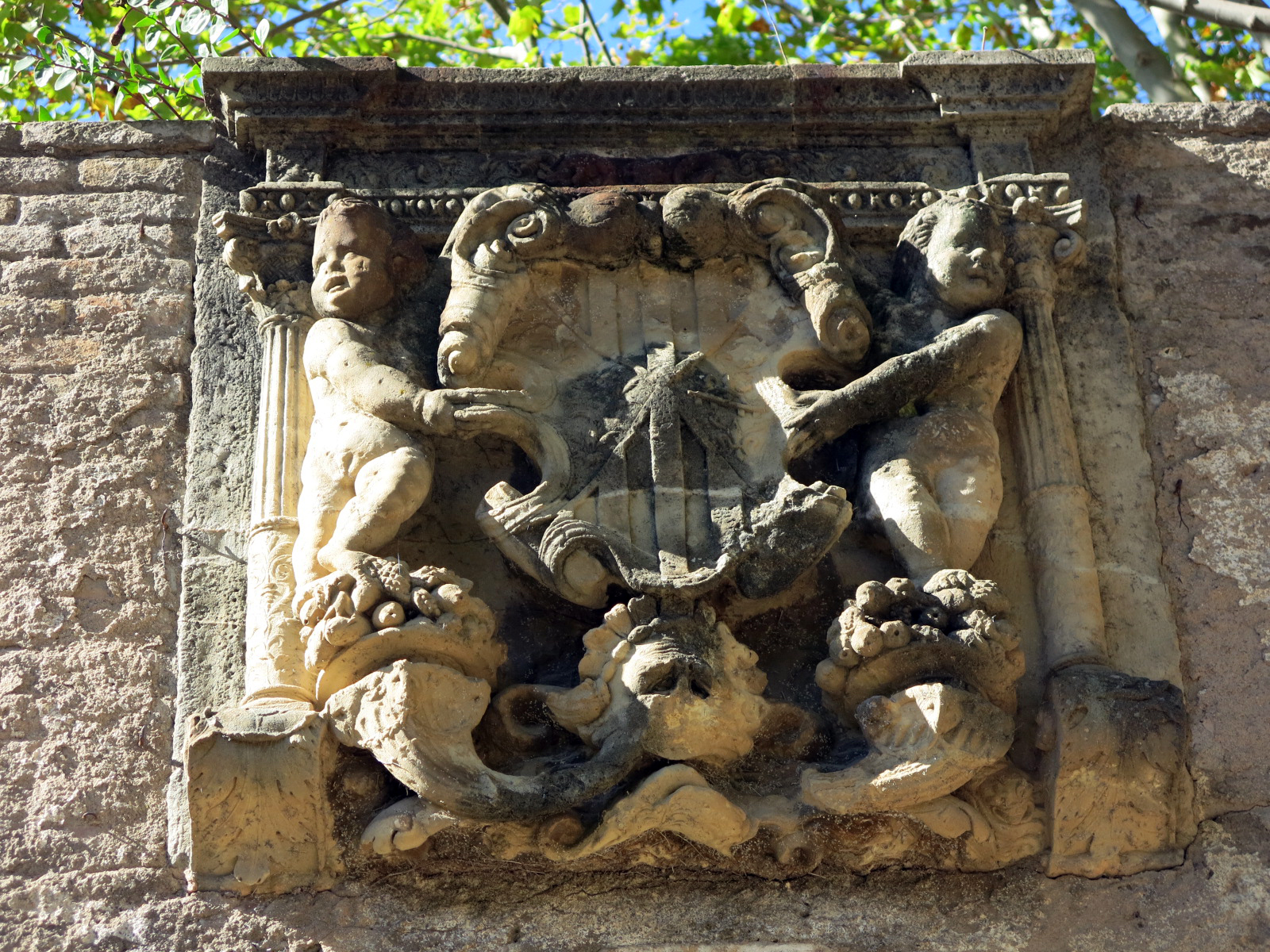
Escut del bisbe Joan de Cardona, al portal d'entrada al recinte

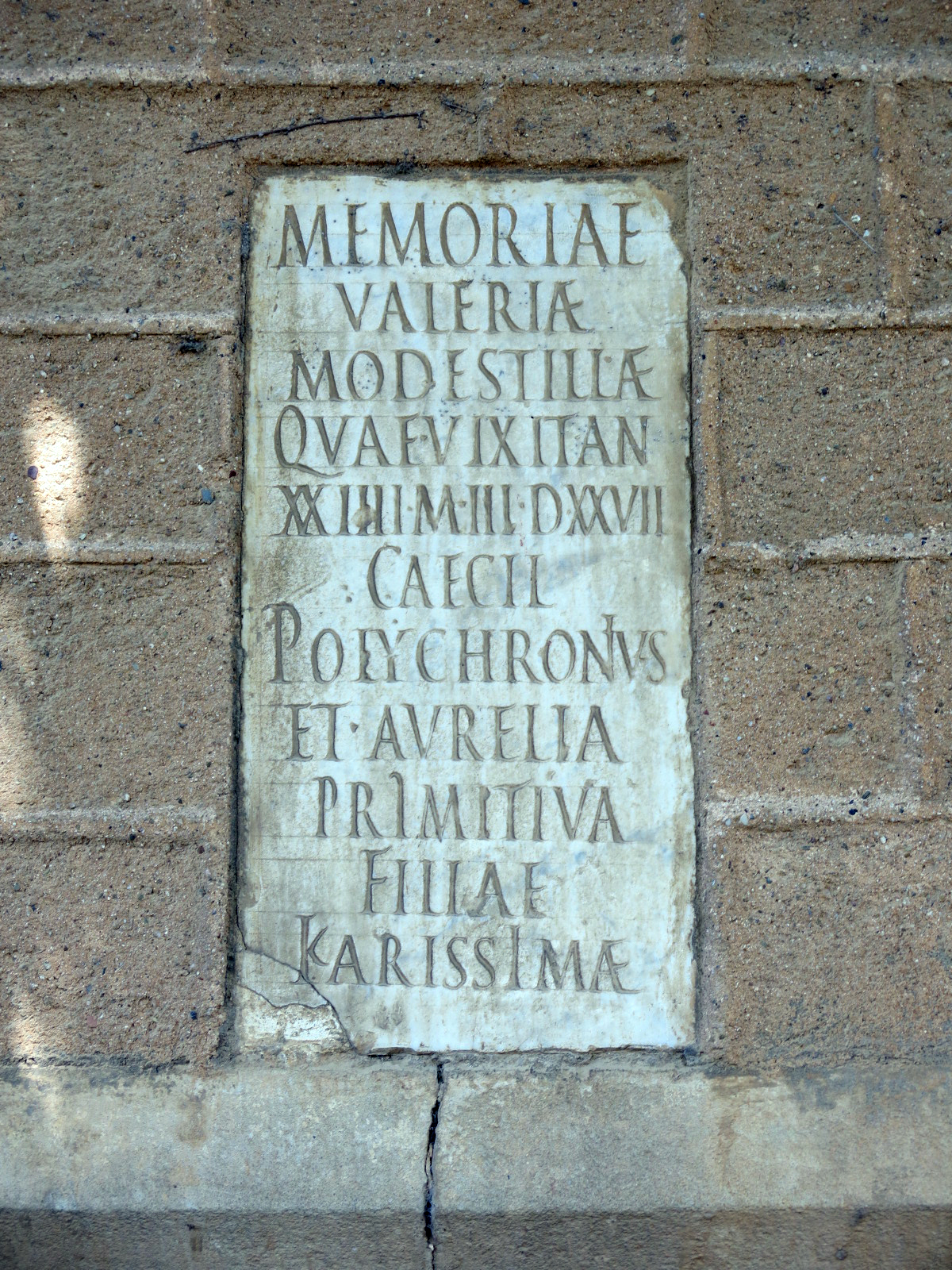
Làpida funerària romana vora l'entrada de la capella

L'hereu fou el primogènit Pere Galceran Pallarès, casat amb Isabel de Gualbes, que el 1463 eren els propietaris de la torre, tot i que habitualment residien al barri de Sant Just a Barcelona. Posteriorment, passà al seu fill Jaume i després al net Jaume, casat amb Elisabet, que el 1520, ja vídua, establí la propietat al prevere Llorenç Borja, procurador del bisbe de Barcelona. En aquella època, el bisbe titular era l'aragonès Martín García, oriünd de Casp, al que el papa li concedí un bisbe auxiliar, Joan Cardona, que devia adquirir la torre per a convertir-la en lloc de repòs dels bisbes. El 1531, fou elegit bisbe el seu homònim Joan de Cardona, que emprengué la reforma de la torre, convertint-la en una casa forta, a la que el 1543 l'emperador Carles V li concedí el títol de castell amb el nom de Castell Carcerenya.
El 1561, la torre ja era en mans de Pere de Caçador, que va llogar les terres a diversos pagesos. Va morir el 1590, deixant com a hereu el seu fill Jaume, bisbe de Girona, que repudià l'herència, passant al seu germà Pere Pau, doctor en drets i canonge de la Catedral de Barcelona, succeït pel seu nebot Joan Baptista de Caçador i d'Aguilar, que va morir sense fills el 1631, deixant com a hereu el seu germà Lluís, canonge de la Seu. Aquest fou succeït pel seu nebot Josep d'Aguilar-Caçador i de Sorribes, fill d'Alexandre d'Aguilar i de Caçador i d'Estefania de Sorribes i de Torrelles. L'hereu Joan Baptista d'Aguilar-Caçador i Brossa es va casar amb Agnès d'Oluja i de Cordelles, morint el 1658 a la Torre Pallaresa, deixant dos fills menors d'edat: Josep i Agustí d'Aguilar-Caçador i d'Oluja.
El 1678, Josep es va casar amb Francesca de Montfar i Vilosa, senyora de Castellet de Cornet, i el 1690, després d'un llarg litigi, fou declarat hereu. Destacat austriacista, el 1715 fou nomenat marquès d'Aguilar de Vilaür per l'arxiduc Carles. La seva filla Maria d'Aguilar i de Montfar es va casar amb Josep de Copons-Calders i de Vilafranca, senyor de Segur, i la seva filla Gertudis de Copons i d'Aguilar es casaria amb Josep Grimau. L'hereva fou Maria Miquela Grimau i de Copons (1745-1793), casada amb Magí de Vilallonga i de Tamarit. El 1810, el seu fill Magi Antoni de Vilallonga i de Grimau (1770-1838) va rebre el títol de baró de Segur de mans de Ferran VII, i el seu fill Gaietà de Villalonga i de Marimon fou el darrer propietari de la nissaga.
El 1867, la torre fou adquirida pel fabricant Albert Coll i Vallès, i el 1917 fou heretada pel seu fill Agustí Coll i Comas. El 1931 fou declarada monument històricoartístic d'interès nacional i el 1942 fou traspassada a Joaquim Ribera i Barnola.

## Descripció
L'edifici actual és el resultat d'una remodelació total feta el segle xvi sobre una edificació anterior. Per a emmarcar el cos preexistent es van construir dues torres d'alçada desigual, amb galeria o mirador d'arcs rebaixats. A la base de la torre de la dreta, més baixa, s'hi construí la capella. A la torre de l'esquerra, de cinc pisos, cal destacar-hi dues finestres amb els suposats retrats de Carles V i d'Isabel de Portugal. El cos central fou ampliat i també acabat amb una galeria d'arcs rebaixats.
Tret d'un finestral trilobat gòtic, la resta d'obertures amb guardapols mixtilini, combinats amb bustos, medallons i decoració de grotesc, són excel·lents mostres de l'estil renaixentista a Catalunya. El portal d'accés a l'edifici, a la romana, emmarcat per pilastres amb capitells jònics, amb les volutes a la inversa, i coronada amb frontó clàssic, és d'estructura i detalls similars al de la casa de l'Ardiaca de Barcelona. Segons Agustí Duran i Sanpere, als motius decoratius, s'hi pot endevinar la mà d'artistes francesos i castellans, a més de la d'artistes autòctons.
L'edifici es disposa entorn d'un pati interior, amb una gran escala descoberta que condueix al pis superior i un pòrtic o galeria al fons, d'arcs apuntats i columnes nummulítiques. A l'interior destaquen dues llars de foc amb decoració similar a la de portes i finestres, amb escuts nobiliaris.
Envolten la torre jardins i pèrgoles construïts pels darrers propietaris. Al portal del recinte hi ha el sumptuós escut de Joan de Cardona.

### Restes arqueològiques
L'any 1962, J. Vaello i J. Vicente van recollir material ceràmic en superfície en les terrasses esglaonades que hi ha entre la paret de tancament de la finca i el camí de Sant Jeroni. Correspon a ceràmica comuna ibèrica, campaniana, ceràmica sigil·lada, tègules i doli.
En una de les parets de la masia hi ha una làpida funerària romana de marbre blanc (0,58 m x 0,29 m), de finals del segle II o principis del segle iii. Possiblement procedeix de Tarragona. Té la següent inscripció: MEMORIAE VALERIAE MODESTILLAE QUAE VIXIT AN. XXIIII.M.III.D.XXVII CAECIL POLYCHRONIUS ET AURELIA PRIMITIVA FILIAE KARISSIMAE.